# Vibrissea margarita
Vibrissea margarita är en svampart som beskrevs av F.B. White 1876. Vibrissea margarita ingår i släktet Vibrissea och familjen Vibrisseaceae.   Inga underarter finns listade i Catalogue of Life.